# Baron Corbin
Thomas Pestock (Lenesa, 13 de setembro de 1984) é um lutador de luta livre profissional americano. Ele é mais conhecido por sua passagem na WWE de 2012 a 2024, onde atuou sob o nome de ringue Baron Corbin. Durante sua carreira na empresa, Corbin conquistou vários títulos, incluindo uma vez o Campeonato dos Estados Unidos da WWE, uma vez o Campeonato de Duplas do NXT, uma vez a luta Money in the Bank e uma vez o King of the Ring.
Ele é ex-jogador do Indianapolis Colts e do Arizona Cardinals da National Football League (NFL), ele também já foi três vezes  Luva de Ouro. Corbin é o vencedor do terceiro anual André the Giant Memorial Battle Royal na WrestleMania 32. Em 2017, Corbin venceu a luta Money in the Bank por uma oportunidade pelo Campeonato da WWE, e se tornou o terceiro lutador á falhar em um cash-in e não conquistar um título, depois de perder para o campeão Jinder Mahal. Logo depois, Corbin conquistou seu primeiro título na WWE, o Campeonato dos Estados Unidos da WWE. Em 2018, ele foi nomeado Gerente Geral do Raw e começou uma rivalidade com Kurt Angle, que culminou em um combate na WrestleMania 35, com Corbin derrotando o Angle em seu combate de aposentadoria. Poucos meses depois, Corbin venceu o torneio King of the Ring 2019, mudando seu nome para King Corbin. Em 2021, após perder sua Coroa para Shinsuke Nakamura durante um episódio de SmackDown, Corbin perdeu tudo o que tinha, até ir para Las Vegas. Apostando em Casinos, ele multiplicou seu dinheiro, ficando rico e assim mudando seu nome para Happy Corbin

## Carreira no futebol americano

### Indianapolis Colts
Pestock assinou com os Indianapolis Colts em 27 de Abril de 2009 depois de não ser draftado no 2009 NFL Draft. Ele foi demitido dos Colts em 13 de agosto e depois foi recontratado pelo time em 19 de agosto. Ele foi demitido pelos Colts em 5 de setembro.

### Arizona Cardinals
Pestock assinou com os Arizona Cardinals em 18 de janeiro de 2010. Ele foi demitido pelos Cardinals em 3 de setembro e assinou com o time de treino dos Cardinais. Ele foi liberado dos Cardinals em 2 de setembro de 2011.

## Carreira na luta profissional

### NXT (2013–2016)
Depois de assinar com a WWE em 2012, Corbin fez sua estreia na televisão em 08 de maio de 2013 episódio do NXT, perdendo para Damien Sandow. Em 29 de maio, Corbin participou de uma battle royal que determinaria o desafiante número um ao NXT Championship, sendo eliminado logo no início da luta por Mason Ryan. Em seguida, ele fez várias aparições, sendo uma destas outra battle royal que determinaria o desafiante número 1 ao NXT Championship, antes de seu recomeço.

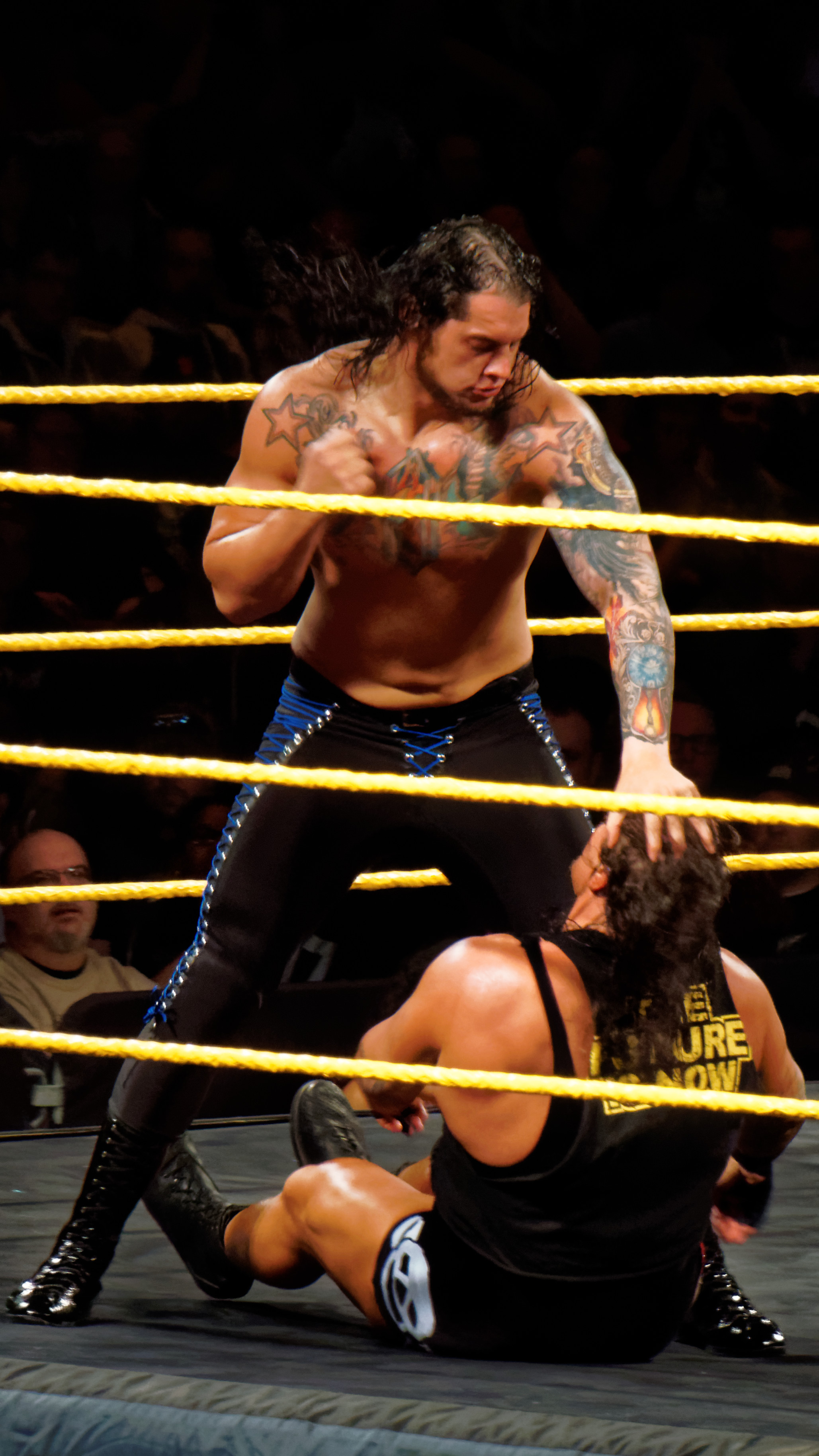
Corbin enfrentando Rhyno em março de 2015 durante a semana da WrestleMania 31.

Depois de uma longa ausência, um novo Corbin retornou em 11 de setembro de 2014, no NXT TakeOver: Fatal 4-Way, onde derrotou CJ Parker. Corbin novamente derrotou Parker em uma revanche em 18 de setembro no episódio do NXT. Corbin, então, ganhou várias lutas, sempre com pouco tempo de duração, até cruzar o caminho de Bull Dempsey, que também ganhava suas lutas rapidamente. Isto levou a uma rivalidade entre os dois para ver quem conseguia vencer seus respectivos adversários mais de pressa. No NXT TakeOver: R Evolution, Corbin teve uma briga com Dempsey depois de vencer sua partida contra Tye Dillinger. Sua luta com Dempsey finalmente aconteceu, com Corbin vencendo e quebrando a série de vitórias de Dempsey. Corbin participou de um torneio que determinaria o desafiante número 1 ao NXT Championship, derrotando Touro Dempsey na primeira rodada, mas, em seguida, sendo eliminado por Adrian Neville na semi-final, que terminou com a série invicta de Corbin. No NXT TakeOver: Rival, Corbin derrotou Dempsey em uma luta sem desqualificação para encerrar sua rivalidade com o mesmo. Ele depois competiu em um torneio de qualificação para a André the Giant Memorial battle royal no Axxess da  WrestleMania 31, mas perdeu na primeira rodada para Finn Bálor.
No episódio de 6 de maio do NXT, Rhyno derrotou Dempsey e depois desafiou Corbin para um combate no NXT TakeOver: Unstoppable. Na semana seguinte no NXT, Corbin derrotou Solomon Crowe e se tornou um heel quando mostrou uma personalidade mais arrogante depois que a multidão se virou sobre ele e seus combates curtos, o que culminou em Corbin encarando Rhyno e brigando com ele. No Unstoppable em 20 de maio, Corbin derrotou Rhyno via pinfall para terminar a rivalidade. Em 12 de agosto no episódio do NXT, Corbin derrotou Axel Tischer e depois atacou Steve Cutler, executando um End of Days nos dois, antes de Samoa Joe interferir para desafiar Corbin e começar uma briga, aplicando o Coquina Clutch em Corbin. Na semana seguinte no NXT, Corbin atacou Joe depois de sua luta, executando o End of Days e criando uma luta para o NXT TakeOver: Brooklyn. No evento em 22 de agosto, Joe venceu depois de Corbin desacordar para o Coquina Clutch.
Corbin depois fez time com seu antigo rival Rhyno como uma tag team para terem seu lugar no torneio Dusty Rhodes Tag Team Classic. Em 2 de setembro no episódio do NXT, eles derrotaram The Ascension na primeira rodada. Eles depois derrotaram Johnny Gargano e Tommaso Ciampa na segunda rodada. No NXT TakeOver: Respect em 7 de outubro, Corbin e Rhyno derrotaram Chad Gable e Jason Jordan para avançar para a final do torneio, onde eles perderam para Finn Bálor e Samoa Joe. Depois do evento, uma battle royal foi feita para determinar o desafiante número um ao NXT Championship, na qual Corbin foi o último eliminado por Apollo Crews, a quem Corbin atacou em seu combate pelo título lhe custando o título, provocando uma rivalidade entre os dois e culminando em uma luta no NXT TakeOver: London em 16 de dezembro, onde Corbin derrotou Crews.
Em janeiro de 2016, Corbin foi envolvido em uma luta triple threat entre Sami Zayn e Samoa Joe em 27 de janeiro no episódio do NXT para determinar o desafiante número um ao NXT Championship de Finn Bálor, mas Corbin foi derrotado depois de ambos Zayn e Joe aplicarem suas submissões em Corbin ao mesmo tempo, com Corbin desistindo. O Gerente Geral do NXT William Regal não deu a Corbin outra oportunidade pelo título, levando a Corbin afirmar que Regal "se arrependeria" de sua decisão, que culminou no episódio de 2 de março do NXT, com Corbin atacando Austin Aries por trás depois de Regal introduzi-lo, começando uma rivalidade entre os dois que resultou em uma luta no NXT TakeOver: Dallas em 1 de abril, onde Corbin foi derrotado por Aries. Em 13 de abril no episódio do NXT, Corbin derrotou Tucker Knight na sua última aparição no NXT.

#### Vencedor do André the Giant Memorial Trophy (2016–2017)

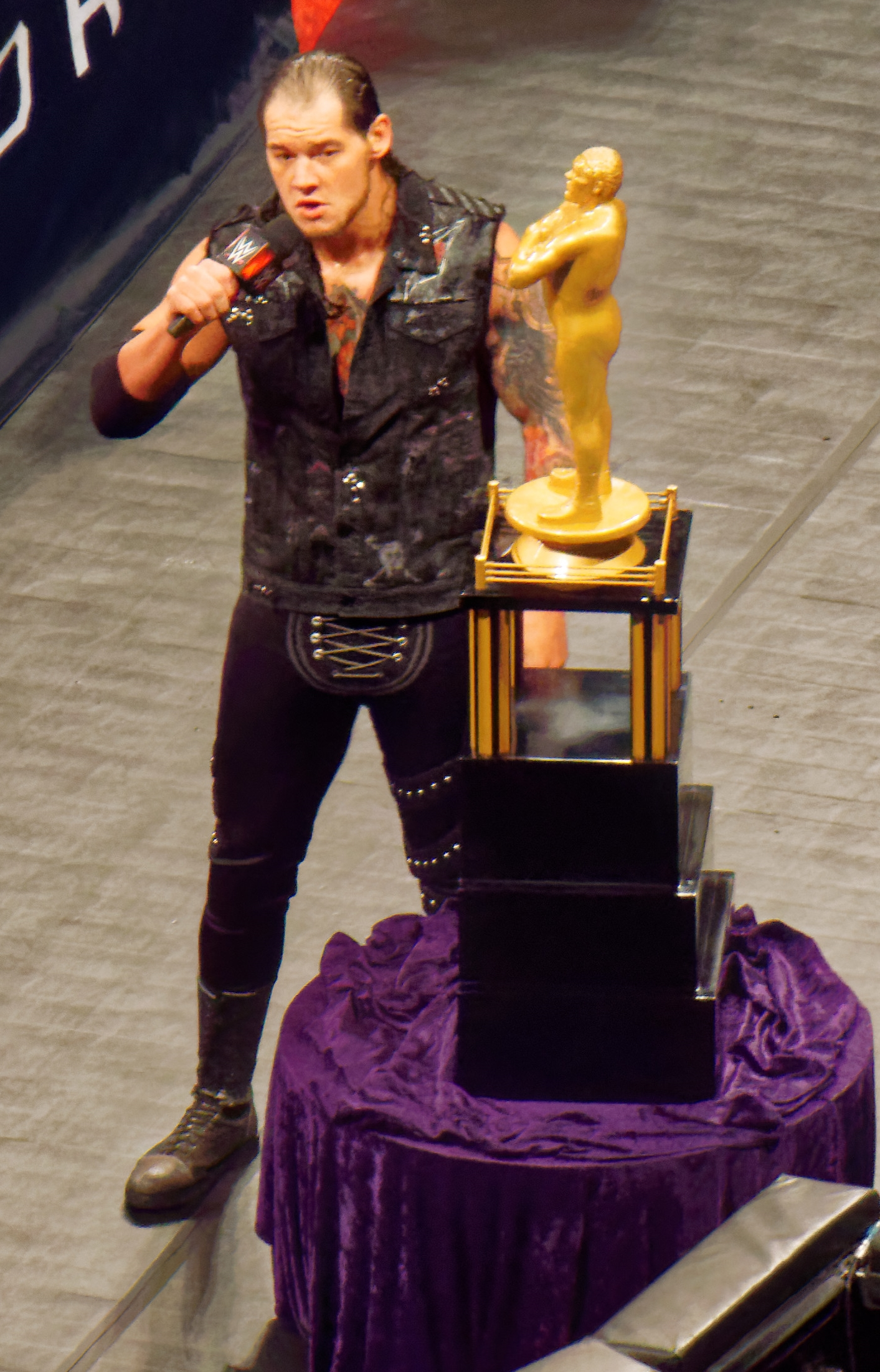
Corbin com o André the Giant Memorial Trophy

Corbin fez a sua estreia no plantel principal na WrestleMania 32 em 3 de abril, vencendo a André the Giant Memorial battle royal eliminando por último Kane. Corbin depois estreou no Raw na noite seguinte, competindo em uma luta que acabou em dupla contagem contra Dolph Ziggler, mas continuou seu ataque após a luta, executando um End of Days no chão da arena em Ziggler. Corbin enfrentou Ziggler no pré-show do Payback em 1 de maio, onde foi derrotado por um roll-up, perdendo sua primeira luta no plantel principal. Na noite seguinte no Raw, Ziggler eliminou Corbin de uma battle royal para determinar o desafiante número um ao Campeonato dos Estados Unidos da WWE, e imediatamente após isso Corbin atacou furiosamente Ziggler, causando sua eliminação para Rusev. Corbin derrotou Ziggler decisivamente em 9 de maio no episódio do Raw, deixando o placar de vitórias entre eles em 1-1. No pré-show do Extreme Rules em 22 de maio, Corbin derrotou Ziggler em uma luta sem desqualificações. Na noite seguinte no Raw, Ziggler confrontou Corbin e o desafiou para uma luta técnica em 30 de maio no episódio do Raw que Corbin aceitou. A luta ocorreu na semana seguinte no Raw, com Corbin vencendo por desqualificação depois de Ziggler o atacar com um low blow. Corbin e Ziggler se enfrentaram no Money in the Bank em 19 de junho, onde Corbin derrotou Ziggler para encerrar a rivalidade.
Em 19 de julho no WWE draft de 2016, Corbin foi transferido para a brand do SmackDown. Em 2 de agosto no episódio do SmackDown, Corbin foi derrotado por Apollo Crews em uma luta triple threat também envolvendo Kalisto com o vencedor ganhando uma luta pelo Campeonato Intercontinental contra The Miz no SummerSlam em 21 de agosto. Corbin então iria atacar Kalisto nos bastidores nas semanas seguintes, o culpando por sua perda depois dele ter sofrido o pin, com Kalisto sendo eventualmente lesionado por Corbin e ficando fora de ação por vários meses. No Backlash em 11 de setembro, Corbin derrotou Apollo Crews no pré-show. Corbin então começou uma rivalidade com Jack Swagger, que derrotou Corbin quando o árbitro acreditou que Corbin to desistiu quando ele buscava as cordas enquanto ele estava no Patriot Lock. Corbin venceria Swagger no No Mercy em 9 de outubro e em 18 de outubro no SmackDown para acabar com sua rivalidade. Em 1 de novembro no episódio do SmackDown, Corbin se juntou ao Time SmackDown para o Survivor Series. Porém, na semana seguinte ele foi (kayfabe) lesionado pelo retornante Kalisto e foi removido do Time SmackDown. Corbin retaliou o ataque depois de custar a Kalisto o Campeonato dos Pesos-Médios da WWE no Survivor Series quando ele atacou ambos Brian Kendrick e Kalisto, resultando em uma vitória por desqualificação de Kendrick. Em 22 de novembro no episódio do SmackDown, Corbin derrotou Kane por desqualificação despoide de Kalisto interferir e atacar Corbin com uma cadeira. Isso levou á uma luta de cadeiras entre os dois no TLC: Tables, Ladders & Chairs em 4 de dezembro, que Corbin ganhou. Corbin novamente derrotou Kalisto em uma revanche no episódio seguinte do SmackDown para terminar sua rivalidade.

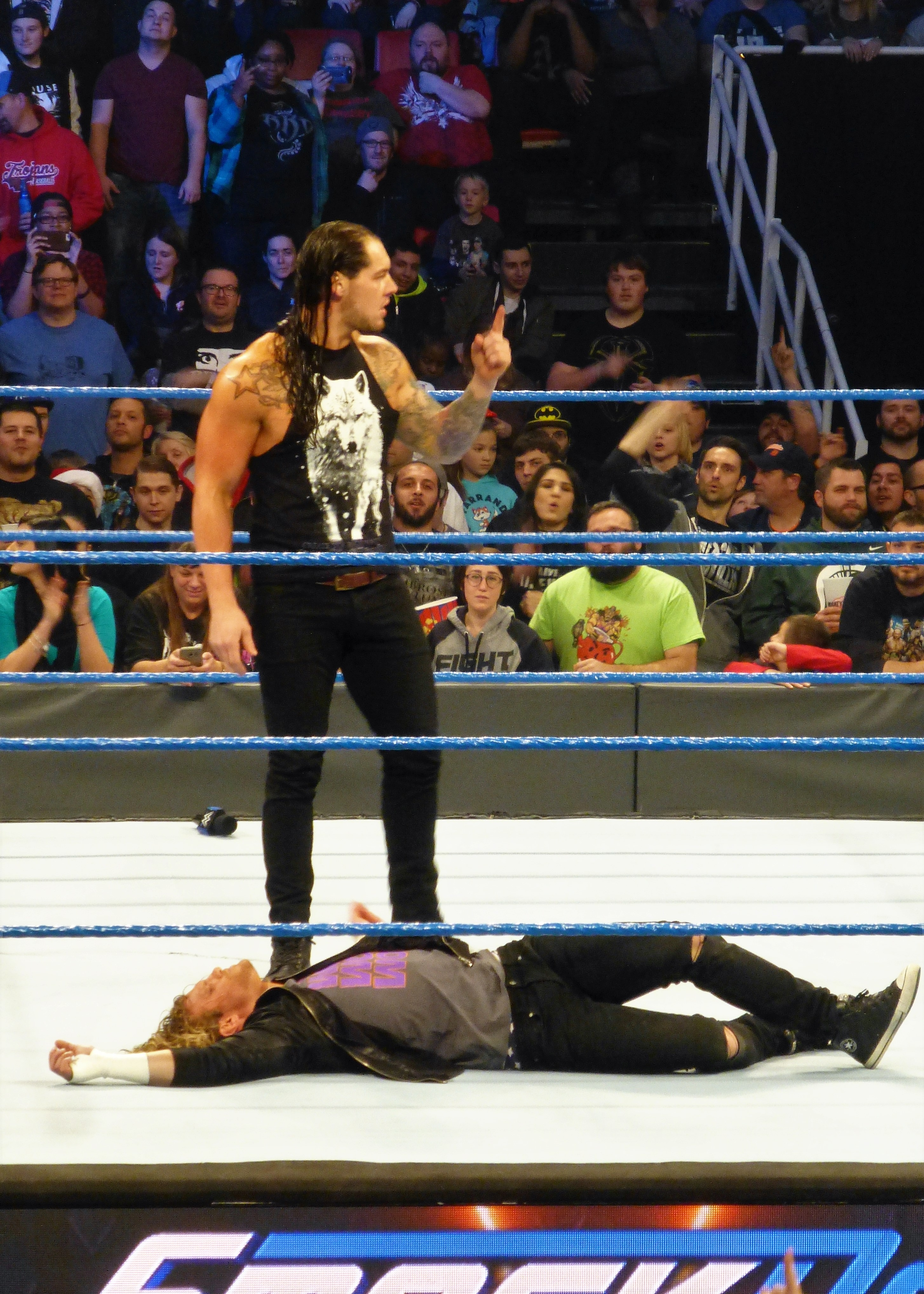
Corbin depois de atacar Dolph Ziggler em dezembro de 2016

Em 20 de dezembro no episódio do SmackDown, Corbin confrontou Dolph Ziggler, que tinha acabado de se tornar o desafiante número um ao Campeonato da WWE de AJ Styles, e os dois tiveram uma luta com o título de desafiante número um de Ziggler em jogo, mas a luta acabou em dupla contagem fazendo com que o Gerente Geral do SmackDown Daniel Bryan fizesse uma luta triple threat pelo Campeonato da WWE para o dia 27 de dezembro entre Styles, Ziggler e Corbin. A luta foi a primeira oportunidade de Corbin por um título mundial na WWE, sendo vencida por Styles que fez o pin em Ziggler. Em 10 de janeiro no episódio do SmackDown, Corbin sofreu sua primeira derrota por pinfall no plantel desde maio de 2016 para John Cena. No evento do Royal Rumble em 29 de janeiro, Corbin entrou na luta Royal Rumble como número 13, notavelmente eliminando o integrante do Raw Braun Strowman e depois de 32 minutos sendo eliminado por The Undertaker. Em 7 de fevereiro no episódio do SmackDown, Corbin derrotou AJ Styles, o Campeão Intercontinental Dean Ambrose e The Miz em uma luta fatal four-way, mas no Elimination Chamber em 12 de fevereiro ele foi o primeiro eliminado na luta Elimination Chamber pelo Campeonato da WWE por Ambrose que usou um roll-up, e imediatamente o atacou, o que resultou na eliminação de Ambrose. Em 7 de março no episódio do SmackDown, Corbin atacou Dean Ambrose por trás com um tubo de metal e tentou esmagá-lo debaixo do caminhão de trabalho. Em 21 de março no episódio do SmackDown, Corbin foi derrotado por Randy Orton depois de Dean Ambrose distraí-lo durante a luta, criando um combate na WrestleMania 33 pelo Campeonato Intercontinental da WWE. A luta foi mais tarde movida para o Kickoff (começo) do Show onde Corbin saiu derrotado na luta pelo título. Em 4 de abril no episódio do SmackDown, Corbin derrotou Ambrose em uma luta Street Fight numa revanche sem o título em jogo, que seria a última, pois Ambrose, com o título, foi movido para a brand do Raw como resultado do WWE Superstar Shake-up. Na semana seguinte, Corbin falhou em se tornar o desafiante número um pelo título dos Estados Unidos depois de ser derrotado em uma luta triple threat envolvendo AJ Styles e Sami Zayn. Em 26 de abril de 2017, foi anunciado que Corbin tinha sido suspenso por uma semana e multado pelo comissário do SmackDown Shane McMahon depois que ele empurrou um funcionário após atacar Sami Zayn no Talking Smack. No Backlash Corbin foi derrotado por Zayn.

#### Mr. Money in the Bank e Campeão dos Estados Unidos (2017–presente)
Em 23 de maio no episódio do SmackDown, Corbin foi anunciado com um participante da Money in the Bank Ladder match de 2017 no pay-per-view do Money in the Bank, onde ele venceu a luta e a maleta do Money in the Bank em 18 de junho. Em 27 de junho no episódio do SmackDown, Corbin derrotou Zayn para terminar com a rivalidade. Corbin começou outra rivalidade com Shinsuke Nakamura, a quem ele atacou na Money in the Bank Ladder match. No Battleground, Corbin foi derrotado por Nakamura por desqualificação depois que ele o atacou com um low blow. No episódio seguinte do SmackDown, Nakamura derrotou Corbin em uma revanche. Depois da edição de 1 de agosto do SmackDown, após Nakamura derrotar Cena para se tornar o desafiante número um ao Campeonato da WWE no SummerSlam, Corbin atacou Nakamura, sendo logo após atacado por Cena, que executou um Attitude Adjustment em Corbin na mesa de comentaristas. Foi anunciado na semana seguinte pelo Gerente Geral do SmackDown Daniel Bryan que Corbin enfrentaria Cena no SummerSlam. Corbin fez o cash-in da sua maleta do Money in the Bank em 15 de agosto na edição do SmackDown, mas foi rapidamente derrotado por Jinder Mahal depois de atacar Cena, se tornando a terceira pessoa a não ter sucesso no cash in do contrato do Money in the Bank e a segunda pessoa depois de Damien Sandow a perder uma luta após realizar o cash-in. Corbin após isso foi derrotado por Cena no SummerSlam.
Em 22 de agosto, no episódio do SmackDown, Corbin foi abordado por Kevin Owens para ser o árbitro da luta pelo Campeonato dos Estados Unidos mais tarde naquela noite entre Owens e o campeão, AJ Styles, com a promessa de uma futura luta pelo título se Owens vencesse. Corbin iria abandonar a luta depois de receber críticas de Shane McMahon por sua conduta, dando-lhe a função de árbitro do combate. Na semana seguinte, Corbin atacaria Tye Dillinger, que respondeu ao desafia aberto de Styles pelo título. Na semana seguinte, Corbin derrotou Tye Dillinger com Styles nos comentários. Em 19 de setembro no SmackDown Live, antes de uma luta programada contra Styles, Corbin o atacou, resultando em Dillinger atacando Corbin. Styles aplicou seu Calf Crusher em Corbin, o forçando a desistir. Corbin derrotou Dillinger em 26 de setembro no episódio do SmackDown Live depois de jogar Dillinger em Styles. Corbin depois desafiou Styles para uma luta no Hell in a Cell, que Styles mais tarde aceitou. No Hell in a Cell, Dillinger foi adicionado á luta fazendo com que se tornasse uma luta triple threat, com Corbin derrotando Dillinger e Styles para conquistar o título. No episódio seguinte do SmackDown, Corbin derrotou Styles para reter o Campeonato dos Estados Unidos. Em 17 de outubro na edição do SmackDown Live, Corbin foi derrotado pelo retornante Sin Cara por contagem. Em 13 de outubro na edição do Raw, Corbin foi parte do plantel do Smackdown que invadiu o Raw. Em 24 de outubro no episódio do SmackDown, ele enfrenou Sin Cara em uma revanche, perdendo por desuqalificação. Corbin iria enfrentar Sin Cara novamente na semana seguinte, com a luta terminando sem resultado. Corbin reteve o título contra Sin Cara em 14 de novembro no episódio do Smackdown Live, terminando sua rivalidade com o mesmo. No Survivor Series, ele derrotou o Campeão Intercontinental The Miz em uma luta interbrand Champion vs Champion. No Clash of Champions Corbin perdeu seu título dos Estados Unidos para Dolph Ziggler em uma luta triple threat que também envolvia Bobby Roode terminando seu reinado em 70 dias.
Corbin entrou como numero 4 na Royal Rumble Match no evento de mesmo nome, mas falhou em ganhar a luta ao ser eliminado por Finn Balor. Após sua eliminação, corbin atachou Balor, Rusev e Heath Slater. No episódio do Smackdown do dia 13 de fevereiro, Corbin foi escalado para enfrentar Dolph Ziggler para determinar quem entraria na luta pelo WWE Championship no Fastlane, mas Kevin Owens e Sami Zayn atacaram Corbin no backstage antes da luta. Após o ataque, o comissionário do Smackdown Shane McMahon anunciou que Corbin iria enfrentar Owens nessa mesma noite, luta a qual Corbin venceu, ganhando um lugar na luta pelo WWE Championship. No Fastlane, Corbin falhou em ganhar a luta quando Styles fez o pin sobre Owens para reter o título. No episódio do Smackdown do dia 20 de março, Corbin derrotou Tye Dillinger, aonde, após a luta, Corbin anunciou queiria participar da Andre The Giant Memorial Battle Royal na WrestleMania 34. Na luta, Corbin ficou em segundo lugar após ser eliminado por "Woken" Matt Hardy.

### Figura de autoridade do Raw (2018-2019)
Em 16 de abril Corbin foi escolhido para ir ao RAW como parte 2018 WWE Superstar Shake-up. No episódio do Raw do dia 23 de abril, Corbin atacou No Way Jose na rampa de entrada após se recusar a lutar contra ele. No episódio do Raw do dia 4 de junho, ele foi escolhido para o papel de "Constable do Raw" por Stephanie McMahon. Na semana seguinte, Corbi estreou um novo visual, cortando seu cabelo e passando a vestir terno. Ele então começou uma feud com Finn Bálor, e eles se enfrentaram no Extreme Rules , onde Corbin perdeu. Corbin iria enfrentar Bálor em uma revanche no SummerSlam, na qual Corbin perdeu após Bálor emergir ao ringe como seu alterego de Demon e derrotá-lo rapidamente. Na noite seguinte, no Raw, Corbin foi nomeado General Manager após Stephanie mandar Angle de férias. No dia 17 de setembro, Corbin se colocou para enfrentar Roman Reigns pelo WWE Universal Championship, mas não obteve sucesso em vencer o título.

## Vida pessoal
O pai de Pestock morreu em 2008 devido a complicações da doença de Creutzfeldt-Jakob. Pestock usa o anel de casamento de seu pai em um colar como um tributo, tendo também tatuagens de seu pai e avô na perna, bem como tatuagens lembrando seus amigos, a estrela de Jackass Ryan Dunn e o produtor de Jackass Zachary Hartwell, os quais ambos morreram em um acidente de carro em junho de 2011.
Pestock credita Billy Gunn, Bill DeMott, Corey Graves, Kane e Dusty Rhodes como as pessoas que ajudaram a desenvolver seu personagem e personalidade.

## No wrestling
- Movimentos de finalização
  - End of Days[1] (Modified lifting reverse STO)
- Movimentos secundários
  - Diving Clothesline
  - Big boot[82]
  - Body avalanche[carece de fontes?]
  - Blood Moon (Chokeslam backbreaker)
  - Clothesline[carece de fontes?]
  - Deep Six (Spinning belly-to-back suplex, às vezes levando para um spinning side slam)[82]
  - Death Valley Driver[16]
  - Powerbomb [82]
  - Black Hole Slam
  - Snake eyes[carece de fontes?]
  - Spinebuster
  - Chokeslam
  - Brainbuster
- Alcunhas
  - "The Lone Wolf"[1]
  - "Mr. Money in the Bank"

## Títulos e prêmios
- Pro Wrestling Illustrated
  - PWI o colocou na 274ª posição dos 500 melhores lutadores na PWI 500 de 2014.
- WWE
  - WWE United States Championship (1 vez)
  - André the Giant Memorial Trophy (2016)
  - Money in the Bank (2017)
  - King of the Ring (2019)
  - Dusty Rhodes Tag Team Classic (2024)
  - NXT Tag Team Championship (1 vez) – com Bron Breakker